# Joshua G. Hall

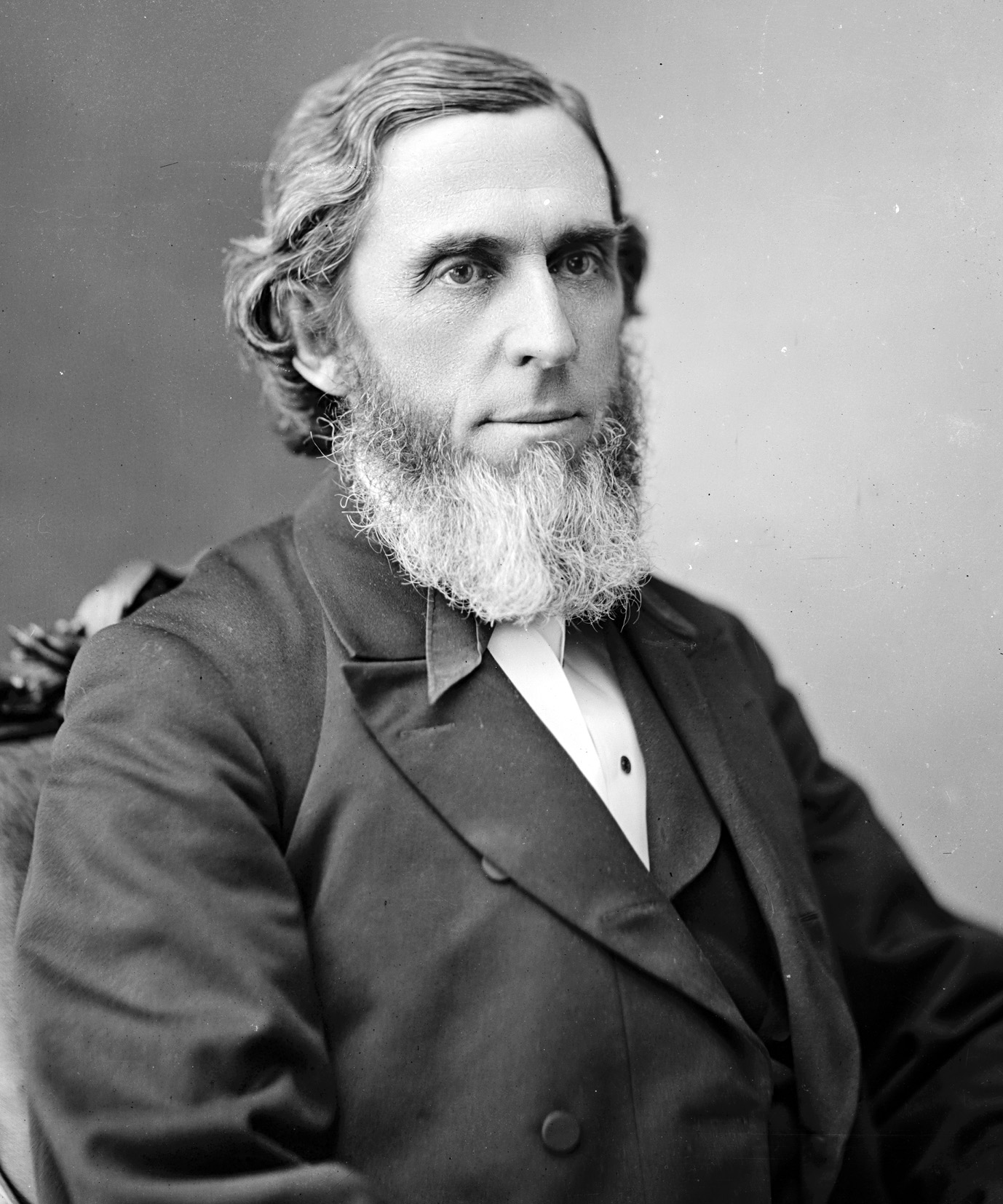
Joshua G. Hall

Joshua Gilman Hall (* 5. November 1828 in Wakefield, Carroll County, New Hampshire; † 31. Oktober 1898 in Dover, New Hampshire) war ein US-amerikanischer Jurist und Politiker. Zwischen 1879 und 1883 vertrat er den Bundesstaat New Hampshire im US-Repräsentantenhaus.

## Werdegang
Joshua Hall besuchte die Gilmanton Academy und danach bis 1851 das Dartmouth College in Hanover. Nach einem anschließenden Jurastudium und seiner im Jahr 1855 erfolgten Zulassung als Rechtsanwalt begann er in Wakefield und Dover in seinem neuen Beruf zu praktizieren. Zwischen 1862 und 1874 war er auch Bezirksstaatsanwalt im Strafford County. Hall war Mitglied der Republikanischen Partei und in den Jahren 1866 und 1867 Bürgermeister von Dover. Zwischen 1871 und 1872 gehörte er dem Senat von New Hampshire und 1874 dem Repräsentantenhaus des Staates an. Von 1874 bis 1879 war er Bundesstaatsanwalt für den Bezirk New Hampshire.
1878 wurde Hall im ersten Distrikt von New Hampshire in das US-Repräsentantenhaus in Washington, D.C. gewählt, wo er am 4. März 1879 die Nachfolge von Frank Jones antrat. Nach einer Wiederwahl im Jahr 1880 konnte er bis zum 3. März 1883 zwei Legislaturperioden im Kongress absolvieren. Nach dem Ende seiner Tätigkeit in der Bundeshauptstadt arbeitete Hall wieder als Anwalt. Er starb am 31. Oktober 1898 in Dover und wurde dort auch beigesetzt.